# سيدات القمر (رواية)
سيدات القمر هي رواية للكاتبة العُمانية جوخة الحارثي، نشرت سنة 2010، الرواية فازت بجائزة مان بوكر الدولية لسنة 2019 في بريطانيا.
رواية تتناول تحوّلات الماضي والحاضر، وتَجْمع، بلغةٍ رشيقةٍ، بين مآسي بشر لا ينقصهم شيء ومآسي آخرين ينقصهم كلُّ شيء.
رواية «سيدات القمر» هي من النوع الاجتماعي الطويل، وتصور تحوُّل سلطنة عمان من مركز لتجارة الرقيق إلى دولة منتِجة للنفط، وهي أول رواية كُتبت بالأساس باللغة العربية وتفوز بالجائزة الدولية.

## وصلات خارجية
- (قناة فرنسا 24): الروائية العمانية جوخة الحارثي أول شخصية عربية تتوج بجائزة «مان بوكر الدولية»
- (قناة بي بي سي): جوخة الحارثي وروايتها «سيدات القمر» من سلطنة عمان إلى العالمية
- (قناة الجزيرة): فازت بالمان بوكر.. «سيدات القمر» لجوخة الحارثي تحلق بالرواية العربية عالميا
- (قناة روسيا اليوم): «سيدات القمر» للعمانية جوخة الحارثي تفوز بـ «مان بوكر الدولية»